# Fresnes-au-Mont
Fresnes-au-Mont ist eine französische Gemeinde im Département Meuse in der Region Grand Est (bis 2015 Lothringen). Sie gehört zum Arrondissement Commercy und zum Kanton Dieue-sur-Meuse. Die Gemeinde hat 164 Einwohner (Stand: 1. Januar 2022).

## Geografie
Fresnes-au-Mont liegt etwa 25 Kilometer südlich von Verdun. Umgeben wird Fresnes-au-Mont von den Nachbargemeinden Lahaymeix im Norden, Dompcevrin im Nordosten, Les Paroches und Chauvoncourt im Osten, Kœur-la-Grande im Südosten und Süden, Rupt-devant-Saint-Mihiel im Südwesten und Westen, Nicey-sur-Aire im Westen sowie Pierrefitte-sur-Aire im Westen und Nordwesten.

## Geschichte und Bevölkerungsentwicklung
In der einzigen Urkunde der Karolingerzeit, die den Ort betrifft, verschenkte im Jahr 904 König Ludwig das Kind die villa Fraxinum zur Wiederherstellung der Wirtschaftskraft eines vermutlich von den Normannen niedergebrannten Klosters.
| Jahr                       | 1962 | 1968 | 1975 | 1982 | 1990 | 1999 | 2006 | 2019 |
| Einwohner                  | 105  | 111  | 79   | 104  | 110  | 93   | 133  | 167  |
| Quellen: Cassini und INSEE |      |      |      |      |      |      |      |      |